# Awrelija Iossifowna Dobrowolskaja

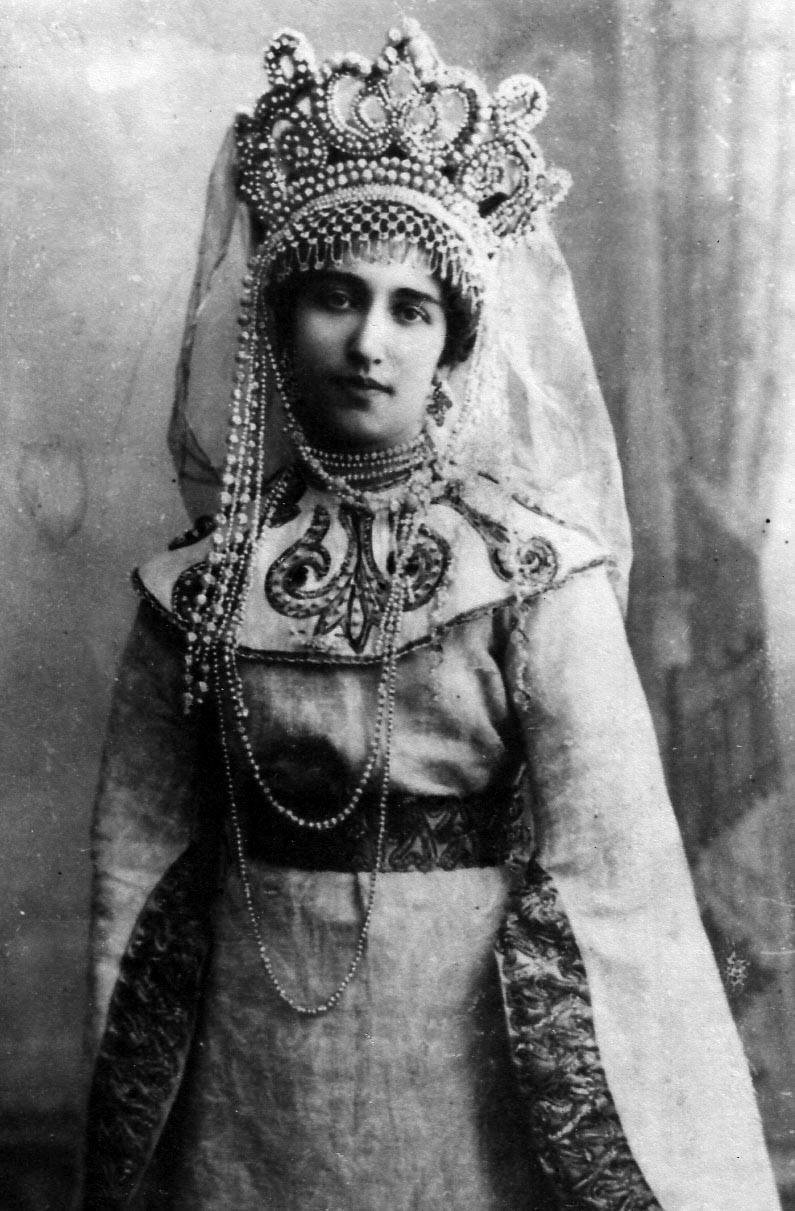
Awrelija Dobrowolskaja als Ljudmila in Ruslan und Ljudmila

Awrelija Iossifowna Dobrowolskaja (russisch Аврелия Иосифовна Добровольская, * 4. Dezember 1881 in Bila Zerkwa, Gouvernement Kiew, Russisches Kaiserreich; † 3. Dezember 1942 in Kirow) war eine sowjetische Opernsängerin und Gesangslehrerin.

## Biografie
Ihre Eltern waren polnische Adlige. Der Vater starb vor der Geburt seiner Tochter. Die Mutter, die mit ihrem Kind ohne Geld zurückblieb, arbeitete als Schneiderin. 1889 zogen sie nach Moskau, wo Dobrowolskaja ein Frauengymnasium absolvierte. Ab 1897 studierte sie Gesang am Moskauer Konservatorium. Wassili Safonow verschaffte ihr kostenlosen Unterricht. Als Studentin sang sie in der Rolle der Braut des Prinzen in der Uraufführung von Sergei Wassilenkos Kantate Die Legende von der großen Stadt Kitesch und dem stillen See Swetojar. 1902 schrieb sie ihre Diplomarbeit und erhielt für ihren Abschluss eine Silbermedaille.
Von 1902 bis 1904 trat sie in Aufführungen des russischen Privatopernverbandes im Solodownikow-Theater auf. 1905 sang sie am Mariinski-Theater als Ljudmila in Ruslan und Ljudmila. Von 1904 bis 1910 war sie Opernsolistin im Simin-Operntheater. 1909 spielte sie dort die Rolle der Königin von Schemacha in der ersten Inszenierung der Oper Der goldene Hahn. 1907 trat sie am Sankt Petersburger Sommertheater als Margarethe in Faust auf. Von 1910 bis 1918 war sie Solistin am Bolschoi-Theater. Sie debütierte dort als Lakmé in der gleichnamigen Oper. 1911 nahm sie Gesangsunterricht in Italien und 1913 bei Mathilde Marchesi in Paris. Dobrowolskajas Stimmfach war lyrischer Koloratursopran.
Sie tourte 1904 und 1907 in Nischni Nowgorod, 1909 und 1914 in Sankt Petersburg und 1915 in Sibirien. 1914 nahm sie an Sergei Djagilews Ballets Russes in Paris und London teil und spielte die Rolle der Nachtigall in der Uraufführung von Le rossignol. Zu ihren weiteren Rollen gehörten Tatjana in Eugen Onegin, Schneeflöckchen in der gleichnamigen Oper, Gilda in Rigoletto, Juliette in Roméo et Juliette, Marija in Die Kinder der Heide von Anton Rubinstein und Rosina in Il barbiere di Siviglia. Sie wirkte auch bei der Aufführung von Oratorien wie Die vier Jahreszeiten (1908) und Die Schöpfung (1911) mit. In Kammerkonzerten sang sie Werke von Komponisten wie Alexander Dargomyschski, Modest Mussorgski und Edvard Grieg.
Ihr Gesang wurde auf Schallplatten aufgenommen, zum Beispiel 1907 von Columbia Records in Sankt Petersburg und 1911 von Pathé in Moskau.
Von 1922 bis 1923 sang sie an der Charkiwer Oper und der Oper in Baku. Von 1923 bis 1924 stand sie am Opernhaus Odessa unter Vertrag und kehrte 1925 nach Moskau zurück. Dort fanden 1928 ihre letzten Konzerte statt. Sie unterrichtete von 1927 bis 1931 Gesang an Moskauer Musikschulen und gab Privatunterricht.
1936 wurde ihr Ehemann, der Arzt Wassili Dsirne, wegen Spionage verhaftet und nach Kirow verbannt. Dobrowolskaja folgte ihm und unterrichtete ab 1936 Gesang an der Kirower Musikschule und ab 1938 an der Kirower Musikhochschule. Am 12. Juni 1941 wurde Dsirne erneut verhaftet und Dobrowolskaja am 3. Dezember 1941 ebenfalls. Sie wurde gemäß Artikel 58, Absätze 10 und 11 des Strafgesetzbuches der RSFSR bezüglich antisowjetischer Propaganda in Kriegszeiten angeklagt. Auf einer Sondersitzung des NKWD am 4. November 1942 wurde sie zum Tode verurteilt und am 3. Dezember 1942 erschossen. Ihr Beisetzungsort ist nicht bekannt. Durch Beschluss des Militärgerichts des Militärbezirks Ural vom 21. April 1959 wurde sie mangels Beweisen für die Anklage rehabilitiert.